# المنهل العذب في تاريخ طرابلس الغرب (كتاب)
المنهل العذب في تاريخ طرابلس الغرب هو كتاب من تأليف أحمد النائب الأنصاري، يتناول التاريخ الليبي بشكل عام ويسلط أضواء على جوانب ثقافية فيه، وقد قامت بنشره في ليبيا دار الفرجاني للنشر والتوزيع دون تحديد عام النشر، ويعد الكتاب من المصادر الهامة حول تاريخ ليبيا، ويحوي تراجم شخصيات عديدة من أعلامها، وهو من المصادر التي اعتمد عليها المؤرخون في المراحل التي أعقبت صدوره، أسلوب كتابته تشير إلى طبيعة الكتابة عند الكثير من المؤرخين زمن تأليف الكتاب، وبحسب دار الفرجاني، فإن أول طبعة للكتاب كانت في الآستانة (استنبول) عام 1899.